# Міхал Горняк
Міхал Горняк (чеськ. Michal Horňák; нар. 28 квітня 1970, Всетін) — чеський футболіст, що грав на позиції нападника.
Виступав, зокрема, за клуб «Спарта» (Прага), а також національну збірну Чехії.
Триразовий чемпіон Чехословаччини. Семиразовий чемпіон Чехії. Володар Кубка Чехословаччини. Володар Кубка Чехії.

## Клубна кар'єра
Народився 28 квітня 1970 року в місті Всетін. Вихованець школи команди «Збройовка» (Всетін). У 16 років перейшов в клуб «Готтвальд», в 1988 році дебютував у складі празької «Спарта» (Прага), зігравши в чемпіонаті 5 матчів. За цей час виборов титул чемпіона Чехословаччини. Через рік перейшов у «Хеб», а ще через рік повернувся назад в «Спарту». Протягом 11 сезонів провів 234 матчі і забив 13 голів. Цього разу відіграв за празьку команду наступні десять сезонів своєї ігрової кар'єри. Більшість часу, проведеного у складі «Спарти», був основним гравцем атакувальної ланки команди. За цей час додав до переліку своїх трофеїв ще один титул чемпіона Чехословаччини, ставав чемпіоном Чехії (сім разів). У 2001 році на піку кар'єри перейшов у клуб другої австрійської Бундесліги «ЛАСК». Влітку 2003 року він перейшов у «Опава», але провалив сезон. Через рік він знову поїхав до Австрії, в команду третьої бундесліги «Горн». Навесні 2005 року він отримав травму підколінного сухожилля і змушений був розірвати контракт з клубом. І тільки в 2007 році він завершив кар'єру гравця, виступаючи за чеський клуб четвертої ліги «Клатови».

## Виступи за збірну
1995 року дебютував в офіційних матчах у складі національної збірної Чехії. Протягом кар'єри у національній команді, яка тривала 5 років, провів у формі головної команди країни 38 матчів, забивши 1 гол.
У складі збірної був учасником чемпіонату Європи 1996 року в Англії, де разом з командою здобув «срібло».

## Статистика витупів за збірну
| Матчи Михала Горняка за сборную Чехии | Матчи Михала Горняка за сборную Чехии | Матчи Михала Горняка за сборную Чехии | Матчи Михала Горняка за сборную Чехии | Матчи Михала Горняка за сборную Чехии | Матчи Михала Горняка за сборную Чехии | Матчи Михала Горняка за сборную Чехии |
| ------------------------------------- | ------------------------------------- | ------------------------------------- | ------------------------------------- | ------------------------------------- | ------------------------------------- | ------------------------------------- |
| №                                     | Дата                                  | Суперник                              | Рахунок                               | Голи                                  | Змагання                              |                                       |
| 1                                     | 8 травня 1995                         | Словаччина                            | 1 : 1                                 | -                                     | Товариський матч                      |                                       |
| 2                                     | 7 жовтня 1995                         | Білорусь                              | 2 : 2                                 | -                                     | Відбірковий матч ЧЄ 1996              |                                       |
| 3                                     | 26 березня 1996                       | Туреччина                             | 3 : 0                                 | -                                     | Товариський матч                      |                                       |
| 4                                     | 24 квітня 1996                        | Ірландія                              | 2 : 0                                 | -                                     | Товариський матч                      |                                       |
| 5                                     | 29 травня 1996                        | Австрія                               | 0 : 1                                 | -                                     | Товариський матч                      |                                       |
| 6                                     | 1 червня 1996                         | Швейцарія                             | 2 : 1                                 | -                                     | Товариський матч                      |                                       |
| 7                                     | 9 червня 1996                         | Німеччина                             | 0 : 2                                 | -                                     | ЧЄ 1996. Груповий етап                |                                       |
| 8                                     | 14 червня 1996                        | Італія                                | 2 : 1                                 | -                                     | ЧЄ 1996. Груповий етап                |                                       |
| 9                                     | 19 червня 1996                        | Росія                                 | 3 : 3                                 | -                                     | ЧЄ 1996. Груповий етап                |                                       |
| 10                                    | 23 червня 1996                        | Португалія                            | 1 : 0                                 | -                                     | ЧЄ 1996. 1/4 фіналу                   |                                       |
| 11                                    | 26 червня 1996                        | Франція                               | 0 : 0 (6 : 5 пен.)                    | -                                     | ЧЄ 1996. 1/2 фіналу                   |                                       |
| 12                                    | 30 червня 1996                        | Німеччина                             | 1 : 2                                 | -                                     | ЧЄ 1996. Фінал                        |                                       |
| 13                                    | 18 вересня 1996                       | Мальта                                | 6 : 0                                 | -                                     | Кваліфікаційний матч ЧС 1998          |                                       |
| 14                                    | 9 жовтня 1996                         | Сербія та Чорногорія                  | 0 : 1                                 | -                                     | Кваліфікаційний матч ЧС 1998          |                                       |
| 15                                    | 10 листопада 1996                     | Іспанія                               | 0 : 0                                 | -                                     | Кваліфікаційний матч ЧС 1998          |                                       |
| 16                                    | 26 лютого 1997                        | Білорусь                              | 4 : 1                                 | -                                     | Товариський матч                      |                                       |
| 17                                    | 12 березня 1997                       | Польща                                | 2 : 1                                 | -                                     | Товариський матч                      |                                       |
| 18                                    | 12 квітня 1997                        | Сербія та Чорногорія                  | 1 : 2                                 | -                                     | Кваліфікаційний матч ЧС 1998          |                                       |
| 19                                    | 8 червня 1997                         | Іспанія                               | 0 : 1                                 | -                                     | Кваліфікаційний матч ЧС 1998          |                                       |
| 20                                    | 20 серпня 1997                        | Фарерські острови                     | 2 : 0                                 | -                                     | Кваліфікаційний матч ЧС 1998          |                                       |
| 21                                    | 26 серпня 1997                        | Словаччина                            | 1 : 2                                 | -                                     | Кваліфікаційний матч ЧС 1998          |                                       |
| 22                                    | 13 грудня 1997                        | ПАР                                   | 2 : 2                                 | -                                     | КК 1997. Груповий етап                |                                       |
| 23                                    | 15 грудня 1997                        | Уругвай                               | 1 : 2                                 | -                                     | КК 1997. Груповий етап                |                                       |
| 24                                    | 17 грудня 1997                        | ОАЕ                                   | 6 : 1                                 | -                                     | КК 1997. Груповий етап                |                                       |
| 25                                    | 19 грудня 1997                        | Бразилія                              | 0 : 2                                 | -                                     | КК 1997. 1/2 фіналу                   |                                       |
| 26                                    | 21 грудня 1997                        | Уругвай                               | 1 : 0                                 | -                                     | КК 1997. Матч 3-тє місце              |                                       |
| 27                                    | 22 квітня 1998                        | Словенія                              | 3 : 1                                 | -                                     | Товариський матч                      |                                       |
| 28                                    | 21 травня 1998                        | Парагвай                              | 1 : 0                                 | -                                     | Товариський матч                      |                                       |
| 29                                    | 24 травня 1998                        | Японія                                | 0 : 0                                 | -                                     | Товариський матч                      |                                       |
| 30                                    | 27 травня 1998                        | Південна Корея                        | 2 : 2                                 | -                                     | Товариський матч                      |                                       |
| 31                                    | 19 серпня 1998                        | Данія                                 | 1 : 0                                 | -                                     | Товариський матч                      |                                       |
| 32                                    | 9 лютого 1999                         | Бельгія                               | 1 : 0                                 | -                                     | Товариський матч                      |                                       |
| 33                                    | 27 березня 1999                       | Литва                                 | 2 : 0                                 | 1                                     | Відбірковий матч ЧЄ 2000              |                                       |
| 34                                    | 31 березня 1999                       | Шотландія                             | 2 : 1                                 | -                                     | Відбірковий матч ЧЄ 2000              |                                       |
| 35                                    | 28 квітня 1999                        | Польща                                | 1 : 2                                 | -                                     | Товариський матч                      |                                       |
| 36                                    | 5 червня 1999                         | Естонія                               | 2 : 0                                 | -                                     | Відбірковий матч ЧЄ 2000              |                                       |
| 37                                    | 9 червня 1999                         | Шотландія                             | 3 : 2                                 | -                                     | Відбірковий матч ЧЄ 2000              |                                       |
| 38                                    | 9 жовтня 1999                         | Фарерські острови                     | 2 : 0                                 | -                                     | Відбірковий матч ЧЄ 2000              |                                       |

## Кар'єра тренера
Пройшовши курси тренерів, він очолив спочатку клуб «Тепліце» як помічник тренера, а напередодні старту сезону 2007/08 років став наставником чаславского «Зеніту». З липня 2014 року працював головним тренером молоді празької «Спарти».

## Титули і досягнення
- Чемпіонат Чехословаччини («Спарта» (Прага)):
  -  Чемпіон (3): 1988/89, 1990/91, 1992/93
- Перша чеська футбольна ліга (7):
  -  Чемпіон (7): («Спарта» (Прага)): 1993/94, 1994/95, 1996/97, 1997/98, 1998/99, 1999/00, 2000/01
- Кубок Чехословаччини («Спарта» (Прага)):
  -  Володар (1): 1991/92
- Кубок Чехії («Спарта» (Прага)):
  -  Володар (1): 1995/96
- Віце-чемпіон Європи: 1996